# Kazuya Kawasaki
Kazuya Kawasaki (japanisch 川﨑 和也 Kawasaki Kazuya; * 2. September 1992) ist ein ehemaliger japanischer Leichtathlet, der sich auf den Zehnkampf spezialisiert hat. 2017 wurde er Vizeasienmeister in dieser Disziplin.

## Sportliche Laufbahn
Erste internationale Erfahrungen sammelte Kazuya Kawasaki im Jahr 2017, als er bei den Asienmeisterschaften in Bhubaneswar mit 7584 Punkten die Silbermedaille im Zehnkampf hinter dem Thailänder Sutthisak Singkhon gewann. Es blieb seine einzige Meisterschaftsteilnahme, ehe er seine aktive Karriere 2023 im Alter von 30 Jahren beendete.